# Unterseeboot U-114 (1917)
Pour les autres navires du même nom, voir Unterseeboot 114.
L'Unterseeboot U-114 est l’un des 329 sous-marins de la marine impériale allemande pendant la Première Guerre mondiale. Il a participé à la guerre navale et a pris part à la première bataille de l'Atlantique.

## Conception
Les sous-marins de type U 93 ont été précédés par les sous-marins de type U 87, plus courts. L'U-114 avait un déplacement de 798 tonnes en surface et 1000 tonnes en immersion. Il avait une longueur hors tout de 71,55 m, et 56,05 m pour la coque sous pression, un maître-bau de 6,30 m, une hauteur de 8,25 m et un tirant d'eau de 3,76 m. Le sous-marin était propulsé par deux moteurs de 2300 ch (1700 kW) en surface et par deux moteurs de 1200 ch (880 kW) en immersion. Il avait deux arbres d'hélice et deux hélices de 1,70 m de diamètre. Il était capable de fonctionner jusqu’à 50 mètres.
La vitesse maximale du sous-marin était de 16,4 nœuds (30,4 km/h) en surface et de 8,4 nœuds (15,6 km/h) en immersion. Il pouvait parcourir 9280 milles marins (17190 km) à 8 nœuds (15 km/h) en surface et 50 milles marins (93 km) à 5 nœuds (9,3 km/h) en immersion. L'U-114 était armé de six tubes lance-torpilles de 50 centimètres, quatre à l’avant et deux à l’arrière, de douze à seize torpilles, d’un canon de pont de 10,5 cm SK L/45 et d’un autre de 8,8 cm SK L/30. Il avait un équipage de trente-six hommes : trente-deux matelots et quatre officiers.

## Affectations
- Flottille IV : de date de début inconnue au 11 novembre 1918.

## Commandants
- Kapitänleutnant Martin Wahn[3] : du 19 juin au 11 novembre 1918.